# 52. Infanterie-Division (Wehrmacht)
Die 52. Infanterie-Division (52. ID) war ein Großverband des Heeres der deutschen Wehrmacht im Zweiten Weltkrieg.

## Divisionsgeschichte

### Aufstellung
Die 52. ID wurde am 26. August 1939 als Teil der 2. Aufstellungswelle in Siegen im Wehrkreis IX aufgestellt. Ein Teil des Stabs und des Stammpersonals wurden der 339. Infanterie-Division unterstellt und wieder neu besetzt. 

### Westwall
1939 erhielt die 52. ID Grenzsicherungsaufgaben im Raum Saarpfalz und Trier am Westwall und diente danach als OKH-Reserve bei Kusel.

### Westfeldzug
Zu Beginn des Westfeldzuges 1940 marschierte die 52. ID unter dem Kommando der 12. Armee durch Luxemburg und Belgien nach Nordfrankreich vor. In diesem Zusammenhang war die Division an der Schlacht an der Aisne und Kämpfen in der Champagne und in Dijon beteiligt.

### Unternehmen Barbarossa
Zur Teilnahme am Angriff auf die Sowjetunion wurde die Division in das deutsch besetzte Polen verlegt und stieß über Vilnjus auf Minsk vor. An den Flüssen Drut und Beresina kam es zu ersten Gefechten. Im Laufe des Ostfeldzuges nahm die 52. ID an der Schlacht bei Rogatschew teil, kämpfte außerdem an der Desna, Bolwa, bei Suchinitschi und Kaluga. In der Nähe von Wolkowskoje am Fluss Protwa nahm die 52. ID abwechselnd an Angriffs- und Abwehroperationen teil. In der Schlacht um Moskau im Winter 1941 kämpfte sie in Tarussa und musste sich Anfang 1942 über Detschino nach Juchnow zurückziehen.

### Kriegsverbrechen bei Roslawl
Danach war sie bei Roslawl in einer Anti-Partisanen-Operation im Einsatz, wobei sie auch Zivilisten samt Frauen und Kindern erschoss.
Im August 1942 nahm sie an der gescheiterten Angriffsoperation Unternehmen Wirbelwind gegen den „Suchinitschi-Bogen“ teil.
Im Frühjahr 1943 erlebte sie in der „Büffelstellung“ im Raum Maloje-Beresnowo bei Newel schwere Gefechte. In ihrem Einsatzgebiet an der Abschnittsgrenze zwischen Heeresgruppe Nord und Heeresgruppe Mitte fand ein größerer sowjetischer Einbruch statt, so dass die 52. ID ab Oktober 1943 nach schweren Verlusten nur noch eine Kampfgruppe darstellte, die am 1. November 1943 komplett aufgelöst werden musste.

### Auflösung
Die verbleibenden Einheiten wurden wie folgt verteilt:
- Divisions-Stab wurde Stab der 52. Feldausbildungs-Division, später 52. Sicherungs-Division
- Stab/Grenadier-Regiment 163 wurde Stab/Ski-Jäger-Regiment 1
- Stab/Grenadier-Regiment 181 wurde Stab der Divisions-Gruppe 52
- II./Grenadier-Regiment 163 und II./Grenadier-Regiment 181 und die Reste des Artillerie-Regiments traten als III./152 zum Artillerie-Regiment 195
- Stab/Artillerie-Regiment 152 wurde Stab/Artillerie-Regiment 362
- III./Artillerie-Regiment 152 wurde III./Artillerie-Regiment 357
- IV./Artillerie-Regiment 152 wurde Stab der Leichtgeschütz-Abteilung 423

## Unterstellungen und Einsatzräume
| Datum                       | Armeekorps    | Armee           | Heeresgruppe | Schauplatz   |
| --------------------------- | ------------- | --------------- | ------------ | ------------ |
| September bis November 1939 | XI            | 1. Armee        | C            | Saarpfalz    |
| Dezember 1939               | OKH-Reserve   | –               | –            | Kusel        |
| Januar 1940                 | OKH-Reserve   | –               | –            | Kusel        |
| Februar bis Mai 1940        | zur Verfügung | 16. Armee       | A            | Trier        |
| Juni 1940                   | III           | 12. Armee       | A            | Frankreich   |
| Juli 1940                   | zur Verfügung | 12. Armee       | C            | Frankreich   |
| August 1940                 | XXVII         | 12. Armee       | C            | Frankreich   |
| September bis Oktober 1940  | XXVII         | 1. Armee        | C            | Frankreich   |
| November bis Dezember 1940  | XXVII         | 1. Armee        | D            | Frankreich   |
| Januar bis Juni 1941        | XXVII         | 1. Armee        | D            | Frankreich   |
| Juli 1941                   | LIII          | –               | Mitte        | Wilna        |
| August 1941                 | LIII          | 2. Armee        | Mitte        | Bobruisk     |
| September 1941              | LIII          | –               | Mitte        | Bobruisk     |
| Oktober 1941                | XXXXIII       | 2. Armee        | Mitte        | Brjansk      |
| November bis Dezember 1941  | XIII          | 4. Armee        | Mitte        | Moskau       |
| Januar 1942                 | XIII          | 4. Armee        | Mitte        | Moskau       |
| Februar bis März 1942       | LVII          | 4. Armee        | Mitte        | Juchnow      |
| April 1942                  | XIII          | 4. Armee        | Mitte        | Juchnow      |
| Mai bis Juni 1942           | XII           | 4. Armee        | Mitte        | Spas-Demensk |
| Juli 1942                   | LVI           | 4. Armee        | Mitte        | Spas-Demensk |
| August bis Oktober 1942     | XXXXI         | 2. Panzer-Armee | Mitte        | Orel         |
| November bis Dezember 1942  | LIII          | 2. Panzer-Armee | Mitte        | Orel         |
| Januar bis März 1943        | XXXX          | 9. Armee        | Mitte        | Newel        |
| April bis September 1943    | XXVII         | 4. Armee        | Mitte        | Newel        |
| Oktober 1943                | XXVII         | 4. Armee        | Mitte        | Orscha       |

## Gliederung am 22. Juni 1941
- Infanterie-Regiment 163 mit drei Bataillone, von der 29. Infanterie-Division, Teile im November 1940 an die neu aufgestellte 339. Infanterie-Division
- Infanterie-Regiment 181 mit drei Bataillone, von der 9. Infanterie-Division, Teile im November 1940 an die neu aufgestellte 339. Infanterie-Division
- Infanterie-Regiment 205 mit drei Bataillone, von der 15. Infanterie-Division, Teile im Februar 1940 an die neu aufgestellte 299. Infanterie-Division und weitere im November 1940 an die neu aufgestellte 339. Infanterie-Division
- Artillerie-Regiment 152
- Aufklärungs-Abteilung 152
- Panzerjäger-Abteilung 152
- Pionier-Bataillon 152
- Nachrichten-Abteilung 152
- Divisions-Nachschubtruppe 152

März 1942
Aufgrund Personalmangels werden die dritten Bataillone der Infanterie-Regimenter aufgelöst
April 1943
Grenadier-Regiment 205, ehemaliges Infanterie-Regiment 205, wird aufgelöst und zwei Bataillone den verbliebenen Regimentern zugeordnet.

## Kommandeure
| Dienstzeit                            | Dienstgrad                          | Name                  |
| ------------------------------------- | ----------------------------------- | --------------------- |
| 1.–8. September 1939                  | Generalmajor                        | Karl-Adolf Hollidt    |
| 8. September 1939 bis 5. Oktober 1940 | Generalmajor/Generalleutnant        | Hans-Jürgen von Arnim |
| 5. Oktober 1940 bis 1. November 1942  | Generalmajor/Generalleutnant        | Lothar Rendulic       |
| 1. November 1942 bis 1. November 1943 | Oberst/Generalmajor/Generalleutnant | Rudolf Peschel        |